# Даниелян, Эдуард Рафаелович
Эдуард Рафаелович Даниелян (род. 4 июня 1963) — советский, армянский футболист, вратарь.
В первенстве СССР играл за команды второй (1982, 1985—1989, 1991) и второй низшей (1990—1991) лиг «Амударья» Нукус (1982), «Янгиер» (1985), «Ёшлик» Джизак (1986—1987), «Карабах» / «Арцах» Степанакерт (1988—1991), «Касансаец» Касансай (1991). В 1992 году в первой лиге России провёл 10 матчей, пропустил 14 голов в составе клуба «Сахалин» Южно-Сахалинск. В сезонах 1995/96 — 1999 играл в чемпионате Армении за возрождённый «Арцах», который под названиями «Карабах», СКА «Карабах», ЦСКА «Карабах» стал представлять Ереван.